# Florian Hölzl

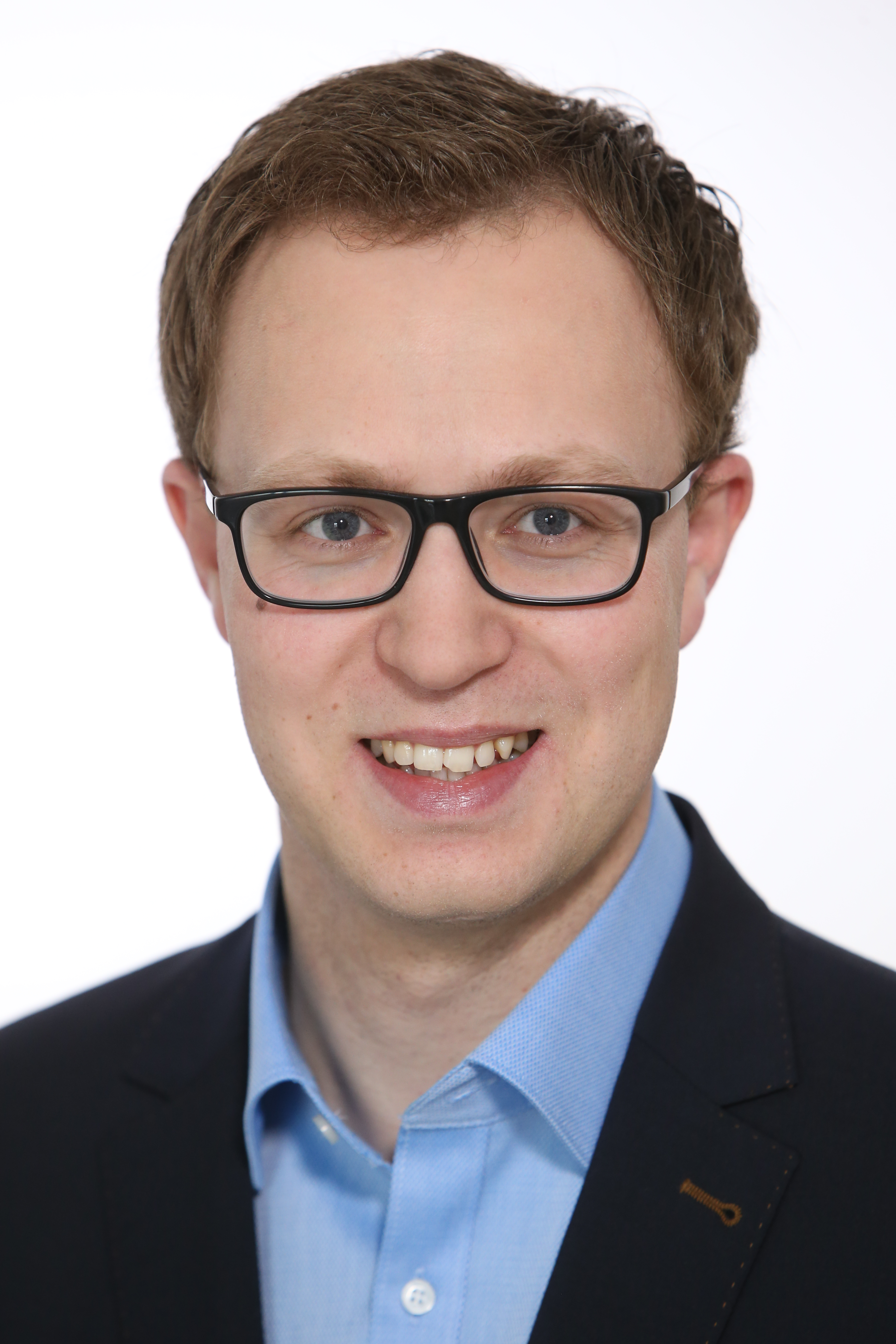
Florian Hölzl (2017)

Florian Hölzl  (* 12. Juli 1985 in Landshut) ist ein deutscher Jurist und Politiker. Seit Mai 2020 ist er Bürgermeister der Gemeinde Pfeffenhausen.

## Leben
Hölzl legte 2005 am Maristen-Gymnasium in Furth bei Landshut das Abitur ab und studierte anschließend bis 2011 Rechtswissenschaft an der Universität Regensburg. Nach der Ersten Juristischen Staatsprüfung im Jahr 2011 war er als Referendar am Landgericht Landshut tätig und legte 2013 die Zweite Juristische Staatsprüfung ab. Nach einer halbjährigen Anwaltstätigkeit in Regensburg war er ab November 2013 als Regierungsrat am Landratsamt Straubing-Bogen eingesetzt.

## Politik
Er trat 1999 in die Junge Union (JU) und zwei Jahre später in die CSU ein. Von 2005 bis 2011 gehörte er dem Landesvorstand der JU Bayern an und bekleidete verschiedene Parteiämter auf Orts- und Kreisebene.
Bei den Kommunalwahlen in Bayern 2008 wurde er in den Marktgemeinderat von Pfeffenhausen und in den Kreistag des Landkreises Landshut gewählt und 2014 jeweils bestätigt. Im Jahr 2020 wurde er zum Bürgermeister gewählt.

### Landtag
Hölzl bewarb sich 2013 als Kandidat auf der niederbayerischen Liste um ein Landtagsmandat und scheiterte knapp. Am 1. November 2016 rückte er für Martin Neumayer nach, der am selben Tag das Amt als Landrat des Landkreises Kelheim antrat. Hölzl gehörte den Ausschüssen für Fragen des öffentlichen Dienstes sowie für Arbeit und Soziales, Jugend, Familie und Integration an.
Bei der Aufstellung des Direktkandidaten der CSU des Stimmkreises Landshut für die Landtagswahl 2018 unterlag er parteiintern Helmut Radlmeier. Da er auch nicht auf der Wahlkreisliste der CSU aufgestellt war, schied Hölzl aus dem Landtag nach der Landtagswahl aus.

## Privates
Florian Hölzl ist verheiratet und wohnt in Pfeffenhausen.